# Darude
Pour les articles homonymes, voir Virtanen.
Toni-Ville Henrik Virtanen, dit Darude, est un producteur et disc jockey de Trance, dance et house progressive finlandais, né le 17 juin 1975 à Eura.
Il lance sa carrière musicale en 1996 et fait paraître le single à succès Sandstorm à la fin de l'année 1999, suivi de l'album Before the Storm en 2000. Darude est connu à travers le monde pour son style progressiste et entraînant.
Il a représenté la Finlande, en duo avec Sebastian Rejman, au Concours Eurovision de la chanson 2019, à Tel Aviv en Israël.

## Biographie

### Débuts

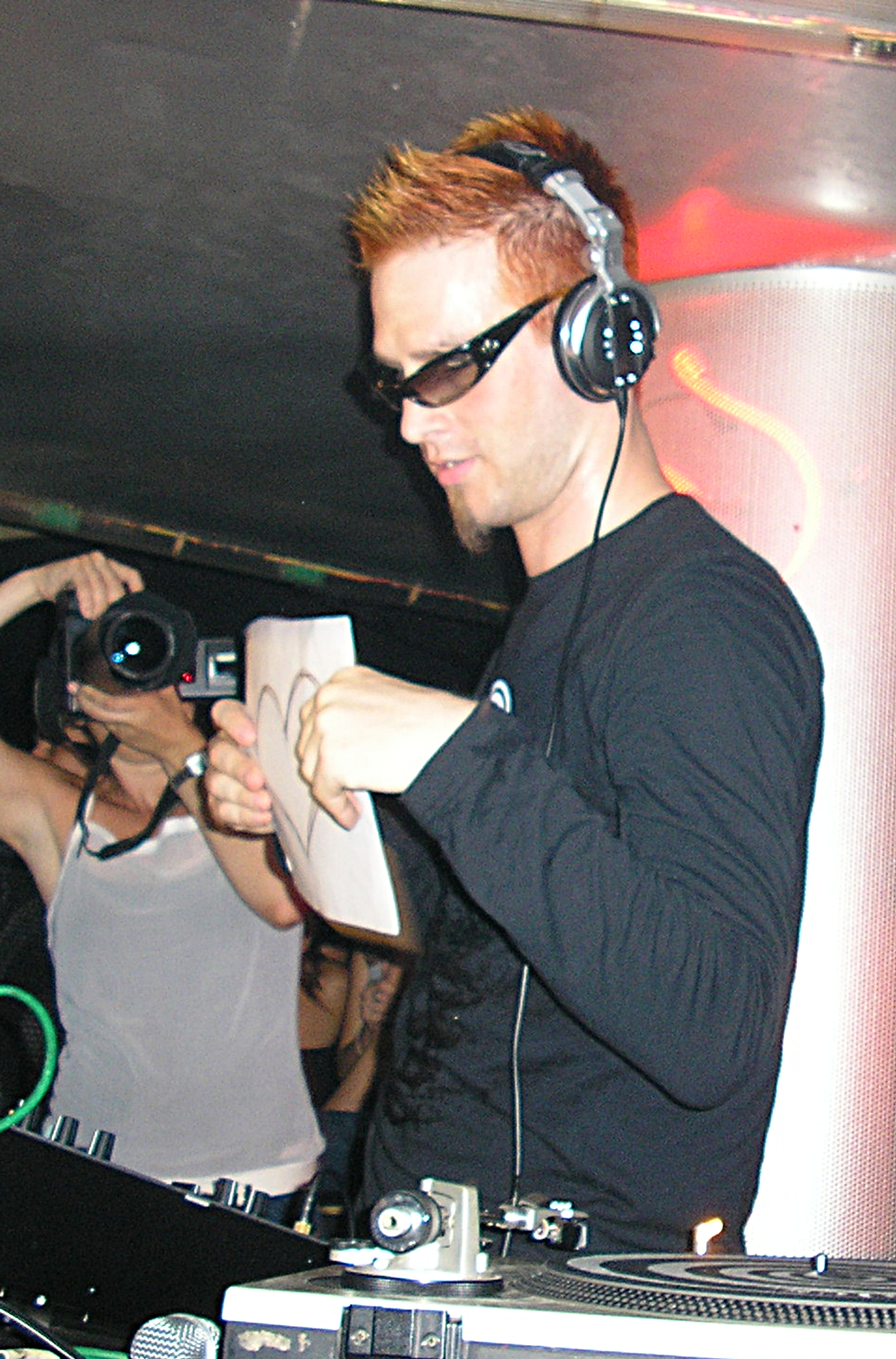
Darude, sur scène en 2004.

Ville Virtanen commence sa carrière comme musicien amateur durant ses années lycée, créant de la musique avec des logiciels de tracker. Tandis que son intérêt pour la production musicale grandit rapidement, il décide de s'orienter vers du matériel professionnel. Lors d'une soirée étudiante, Virtanen joue plusieurs fois la chanson Rude Boy de l'artiste suédoise Leila K ; la consonance de « Rude Boy », devient rapidement « Da Rude », qui inspirera son nom de scène Darude. Darude continue la production de musique électronique pendant ses études supérieures techniques, réalisant de temps à autre des démos pour les stations de radio à partir de 1997, et offrant sa musique à télécharger sur MP3.com.

### Succès planétaire  deSandstorm
En 1999, il envoie une démo de Sandstorm qui le révèle. Virtanen signe alors avec le label JS16's 16 Inch Records, et fait très rapidement paraître le single qui devient un succès planétaire, Sandstorm,. Sandstorm est initialement un succès en Finlande, est récompensé d'un disque de platine, et garde la première place des classements musicaux locaux pendant dix-sept semaines consécutives. Après être devenu le troisième single le plus vendu au Royaume-Uni (devenant ainsi le premier artiste finlandais à réaliser cet exploit), Sandstorm dénombre un total de deux millions d'exemplaires vendus dans le monde, et devient le disque vinyle le plus vendu en 2000.
Rapidement après, Darude publie son album Before the Storm le 13 février 2001. L'album dénombre 800 000 exemplaires vendus dans le monde ; il monte également au box-office finlandais, atteint les classements canadiens et américains, et remporte trois Grammys finlandais. Before the Storm est à cette période produit par JS16.

### Projets suivants
Le second single de Darude, Feel the Beat, suit le succès de son ainé dans les classements, arrivant cinquième au box office du Royaume-Uni. Les morceaux suivants, Out of Control et Out of Control (Back for More) (un remix, avec la voix de Tammie Marie), n'atteignent pas le succès de ses deux premiers singles.
Parallèlement à ses tournées, Darude travaille en studio sur un troisième album à partir du printemps 2006. Le single Tell Me est publié en Finlande le 11 avril 2007, et My Game le 19 septembre 2007. Le single  Label This! sort en Finlande le 24 octobre 2007.

### Reconnaissance et nouveau label
Darude est classé à la 96e place sur DJ List le 11 décembre 2010, et à la 314e au DJ Mag Top 100. Il lance ensuite un label discographique le 1er janvier 2011 aux côtés du producteur américain DJ Randy Boyer appelé EnMass Music. Darude fait paraître une compilation mixée intitulée Salmiakki Sessions Vol. 1 le 20 décembre 2011 au label EnMass Music.

### Eurovision 2019
Il crée la surprise lorsque son nom est révélé, le 29 janvier 2019, pour représenter la Finlande, avec Sebastian Rejman, au Concours Eurovision de la chanson en mai à Tel-Aviv en Israël. Les deux artistes sont les auteurs-compositeurs de la chanson Look Away (Sebastian Rejman interprète les paroles tandis que Darude est aux platines). Le single est sorti le 22 février 2019. Ils sont éliminés au terme de la première demi-finale du 14 mai, terminant en dernière position sur les 17 pays, avec 23 points.

## Culture populaire
La chanson Sandstorm devient un mème Internet dans les années 2010,. Lorsque, en commentaire d'une vidéo sur internet, un internaute demande le nom d'une musique utilisée, les autres utilisateurs répondent Darude - Sandstorm. Cette pratique est notamment utilisée lorsque la question est stupide (par exemple si le titre recherché est indiqué dans la description de la vidéo), dans le but de se moquer de celui qui a demandé. Cette habitude émerge en 2013 dans le chat de livestreams du jeu League of Legends, où certains utilisateurs demandaient sans cesse le nom des musiques passées durant le stream quand celles-ci dataient des années 1990, soit avant la naissance d'une grande partie du public.

## Discographie

### Albums studio
- 2000 : Ignition
- 2001 : Before the Storm
- 2002 : Before the Storm Spécial Edition
- 2003 : Rush
- 2007 : Label This!
- 2015 : Moments
- 2023 : Together

### Singles
- 1999 : Sandstorm
- 2000 : Feel the Beat
- 2000 : Out of Control
- 2001 : Out of Control (Back for More)
- 2003 : Music
- 2003 : Next to You
- 2007 : Tell Me
- 2007 : My Game
- 2008 : In the Darkness
- 2015 : Beautiful Alien
- 2018 : Surrender
- 2019 : Look Away (feat. Sebastian Rejman), composé pour l'édition de l'année 2019 de l'Eurovision.

### Remixes
- 2000 : Rising Star - Touch Me (Darude Remix)
- 2000 : Rising Star - Touch Me (Darude's Sandstorm Mix)
- 2000 : Blank & Jones - Beyond Time (Darude vs. JS16 Remix)
- 2000 : DJ F.A.S.A. - Blow My Sandstorm Whistle (Darude vs. DJ Alligator Mix)
- 2000 : Boom! - Boy Versus Girls (Darude vs. JS16 Remix)
- 2000 : Barcode Brothers - Dooh Dooh (Darude vs. JS16 Remix)
- 2000 : JDS - Nine Ways (Darude vs. JS16 Remix)
- 2000 : Waldo's people - No-Man's-Land (Darude vs. JS16 Remix)
- 2000 : Waldo's People - 1000 Ways (Darude vs. JS16 Remix)
- 2000 : ATB - The Fields of Love (Darude Remix)
- 2000 : Bleachin' - Peakin' (Darude vs. JS16 Short Version)
- 2000 : Bleachin' - Peakin' (Darude vs. JS16 Long Version)
- 2001 : Safri Duo - Played A-Live (The Bongo Song) (Darude vs. JS16 Remix)
- 2001 : The Thrillseekers - Synaesthesia (Darude vs. JS16 Remix)
- 2002 : DJ Alligator Project - Lollipop (Darude vs. JS16 Remix)